# Earthjustice

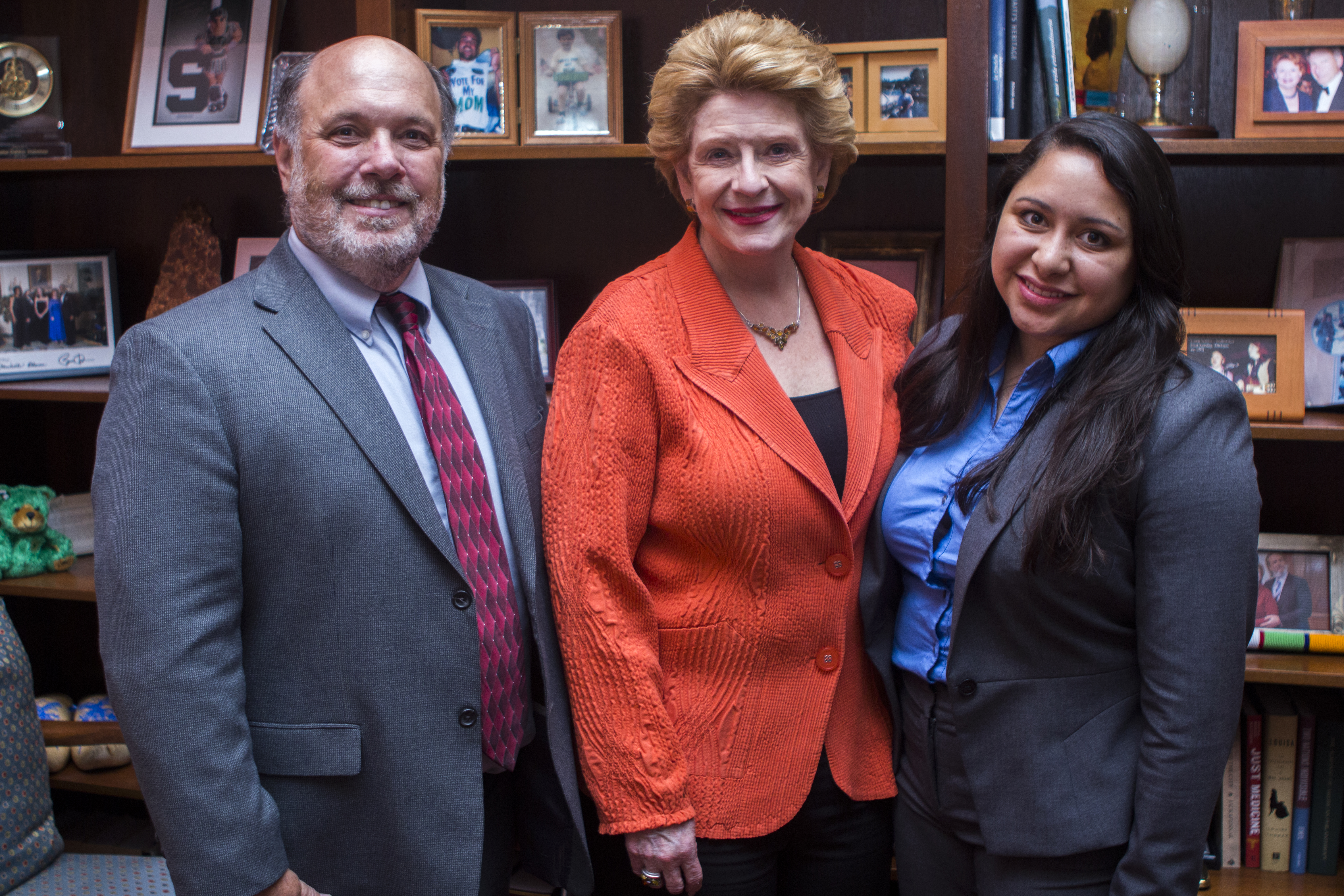
Membros da Earthjustice encontrando-se com a senadora dos EUA Debbie Stabenow.

Earthjustice (originalmente Sierra Club Legal Defense Fund) é uma organização de interesse público sem fins lucrativos com sede nos Estados Unidos dedicada a litigar questões ambientais. Com sede em São Francisco, possui 14 escritórios regionais nos Estados Unidos, um programa internacional, uma equipa de comunicação e uma equipa de política e legislação em Washington, DC.

## Organização
A organização foi fundada em 1971 como o Sierra Club Legal Defense Fund, embora fosse totalmente independente do Sierra Club. Em 1997 mudou o seu nome para Earthjustice para refletir melhor o seu papel como defensor jurídico representando centenas de organizações regionais, nacionais e internacionais. Em setembro de 2018 o grupo forneceu representação legal gratuita a mais de 1000 clientes, desde o Sierra Club, World Wildlife Fund e American Lung Association até grupos estaduais e comunitários menores, como a Maine Lobstermen's Association e a Friends of the Everglades.
A Earthjustice é uma organização sem fins lucrativos e não cobra de nenhum dos seus clientes pelos seus serviços. O financiamento para a organização vem de doações individuais e fundações. Não recebe nenhum financiamento de empresas ou governos. Em 2021, a Earthjustice teve US$ 154 milhões em receita total e US$ 100 milhões em despesas totais. A partir de 2021, a Earthjustice tem uma equipa em tempo integral de cerca de 170 advogados em 14 escritórios nos Estados Unidos e 14 lobistas de interesse público baseados em Washington, D.C.. Eles estão envolvidos em 630 processos judiciais activos. A actual presidente da Earthjustice é Abigail Dillen, uma advogada ambiental que ingressou pela primeira vez na Earthjustice em 2000 e foi, anteriormente, Vice-Presidente de Litígios para Clima e Energia.